# Jean-François Séguier
Jean-François Séguier   (Nimes, 25 de novembre de 1703 - Nimes, 1 de setembre de 1784) va ser un botànic i epigrafista francès, va morir a Nimes d'un atac d'apoplexia.

## Biografia
Era fill d'un conseller del tribunal de l'Antic règim El seu germà Joseph, prior a Sent Jan de Ceba, fou un estudiós del provençal. Va estudiar al col·legi jesuïta de Nimes i es va apassionar de molt jove per la numismàtica així com per la història natural. Va anar a Montpeller a estudiar dret però va seguir més aviat les lliçons de botànica de Pierre Baux (1708-1790) i Aymé-François Chicoyneau (1702-1740).

## Sota els auspicis del marquès Scipione Maffei

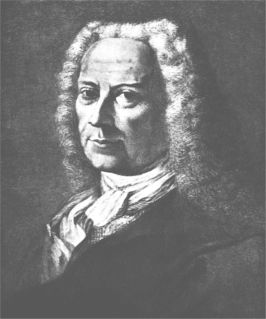
Scipione Maffei, que va orientar Séguier entre 1732 i 1755

El marquès Scipione Maffei (1675-1755) de visita a la ciutat l'any 1732 va conèixer el jove i va obtenir del seu pare que l'acompanyàs durant els seus viatges. Els dos homes van fundar aleshores una amistat que només la mort va poder separar.
Tot acompanyant el marquès Maffei al seu Grand Tour, Séguier va visitar el Jardí Reial a París i va conèixer Herman Boerhaave (1668-1738) a Holanda. Va viatjar també a Àustria i a Itàlia, on va fer una gran quantitat d'observacions naturalistes i arqueològiques. Es va instal·lar a Verona, a ca'l marquès, l'any 1736 i des d'allà va desenvolupar una intensa correspondència amb savis italians i del nord d'Europa. Va publicar l'any 1740, a La Haia, la Bibliotheca botanica i més tard, entre 1745 i 1754 les Plantæ Veronenses. Però no va acomplir un projecte dedicat als fòssils que havia observat al voltant de Verona. L'any 1755, mort el Maffei, va decidir d'abandonar Itàlia i va tornar a Nimes. S'hi va emportar una rica col·lecció de medalles, llibres, espècimens naturals i minerals, fruit de vint-i-tres anys de feina.

## La solució de l'enigma de la Maison Carrée

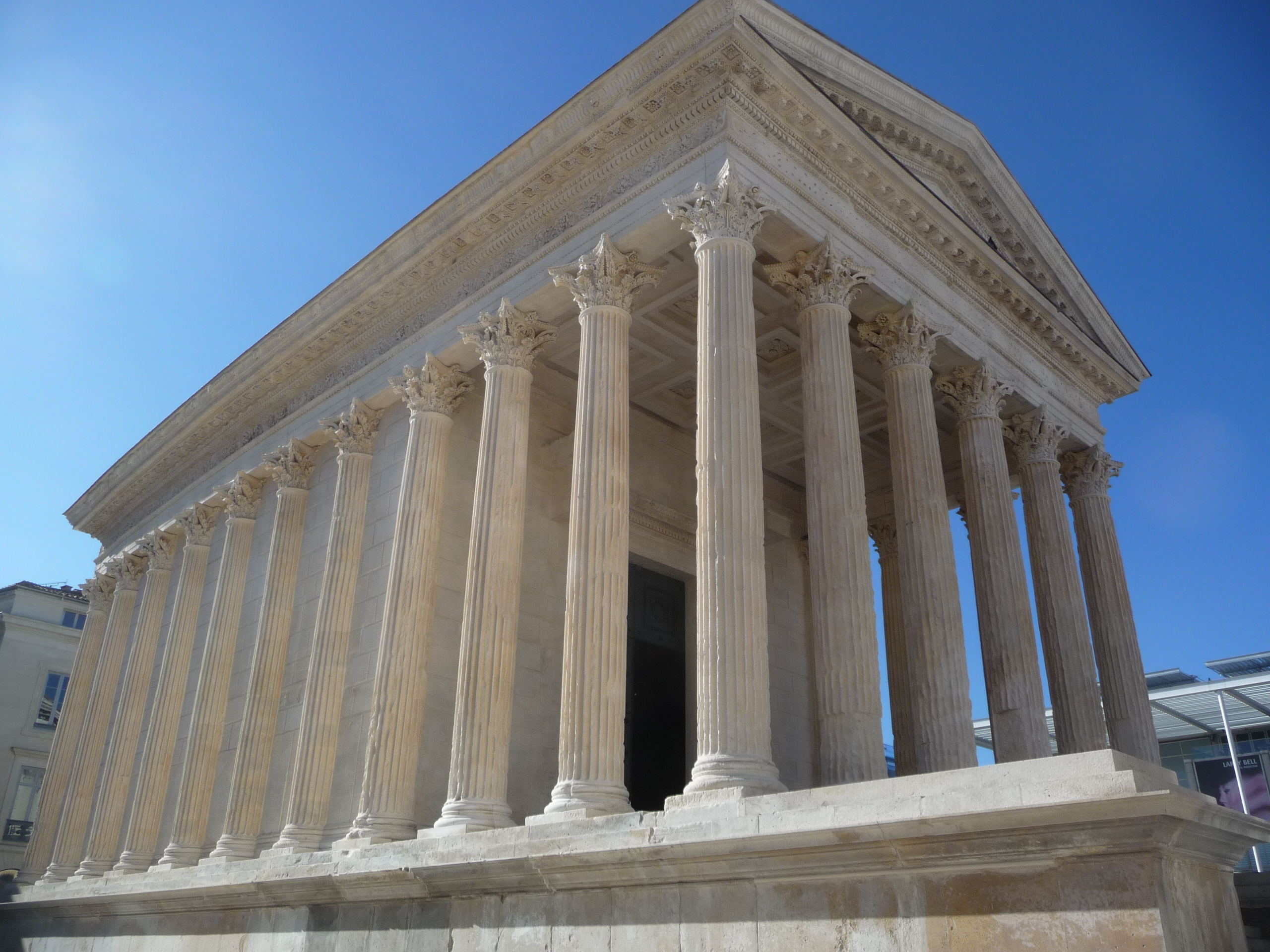
La Maison Carrée de Nîmes.

Séguier es va dedicar aleshores a l'estudi dels monuments de l'antiga Nemausus, la seva ciutat natal, sobretot a la Casa Quadrada (Maison Carrée en francès, Ostau Cairat en occità). Aquest temple romà, construït entre el 5 a. C. i el 5 d.C. pel gendre de l'emperador August, Marcus Vipsanius Agripa, presentava una dedicatòria feta per aquest últim al frontispici, inscrita en lletres de bronze clavades a la pedra. Tanmateix, aquestes lletres desaparegueren amb el temps, tret dels forats dels claus que encara eren visibles. Gràcies a l'analisi de la col·locació d'aquests forats, Séguier va aconseguir l'any 1758 restituir el text original :

C CAESARI AVGVSTI F COS L CAESARI AVGVSTI F COS DESIGNATO PRINCIPIBVS IVVENTVTIS
| « | A Caius consul i a Lucius consul designat, fills d'August, princeps de la juventut. | » |

## L'Index absolutissimusd'inscripcions epigràfiques
Va concloure un important manuscrit sobre epigrafia llatina, l'lnscriptionum antiquarum index absolutissimus, in quo græcarum latinarumque inscriptionum quæ in editis libris reperiri potuerunt prima verba describuntur, etc., Etruscarum et exoticarum indice ad calcem adjecto, en vuit volums. Aquesta immensa obra, que segons ell mateix li va portar 25 anys de feina, ha romàs inédita i actualment es conserva a la Biblioteca Nacional de França on ha estat digitalitzada (ms. Latin 16929-16935). L'Index era una eina essencial per comprendre el món antic a través de l'epigrafia atès que indexava per ordre els mots i conceptes que apareixen a les inscripcions antigues. De fet, prefigurava els indexos del Corpus Inscriptionum Latinarum, projecte un segle posterior a l'Index.
Membre de l'Acadèmia de Nimes, de la qual fou secretari perpetu de 1765 a la seva mort, va ser anomenat soci lliure de l'Académie des Inscriptions et Belles-Lettres l'any 1772.

## Una extensa xarxa epistolar
Durant la dècada dels 1770 va fer construir un edifici particular d'estil Lluís XV i hi va reagrupar les seves importants col·leccions que eren dignes d'un gabinet de curiositats Llur riquesa i la seva reputació d'erudit van atreure cap a Nimes un bon nombre de visitants (com ara els naturalistes Antoine Gouan (1733-1821) o Dominique Villars (1745-1814)). Des d'aleshores, la ciutat esdevingué una etapa dels circuits comercials i culturals del Grand Tour. Així, entre 1773 i 1783, Séguier va deixar constància de 1402 persones al seu llibre de visites, la meitat dels quals venien de fora del regne de França. A aquests visitants els va confiar missions erudites i cartes de recomanació, « com ho testifica la correspondència passiva de l'erudit conservada avui als fons nimesos ». Va mantenir doncs una abundant correspondència amb els savis del seu temps i va tenir una influència considerable entre els joves de la seva ciutat. Pel seu recorregut, Jean-François Séguier va ser una figura arquetípica d'intel·lectual del segle xviii.
La casa particular de Jean-François Séguier es troba des de fa molts anys en projecte de rehabilitació completa amb l'objectiu d'instal·lar-hi "l'institut Jean François Séguier".

## El fons Séguier, avui
El fons Séguier conté una gran quantitat de documents a més de la correspondència esmentada. Excepció feta dels dossiers relatius al seu Index absolutissimus, el fons es conserva actualment i es pot consultar a la biblioteca municipal de Nimes, a la sala de patrimoni, o sala Séguier, de l'edifici anomenat Carré d'art, que es troba davant mateix de la Maison Carrée, a la plaça homònima.